# Jacob Nozeman

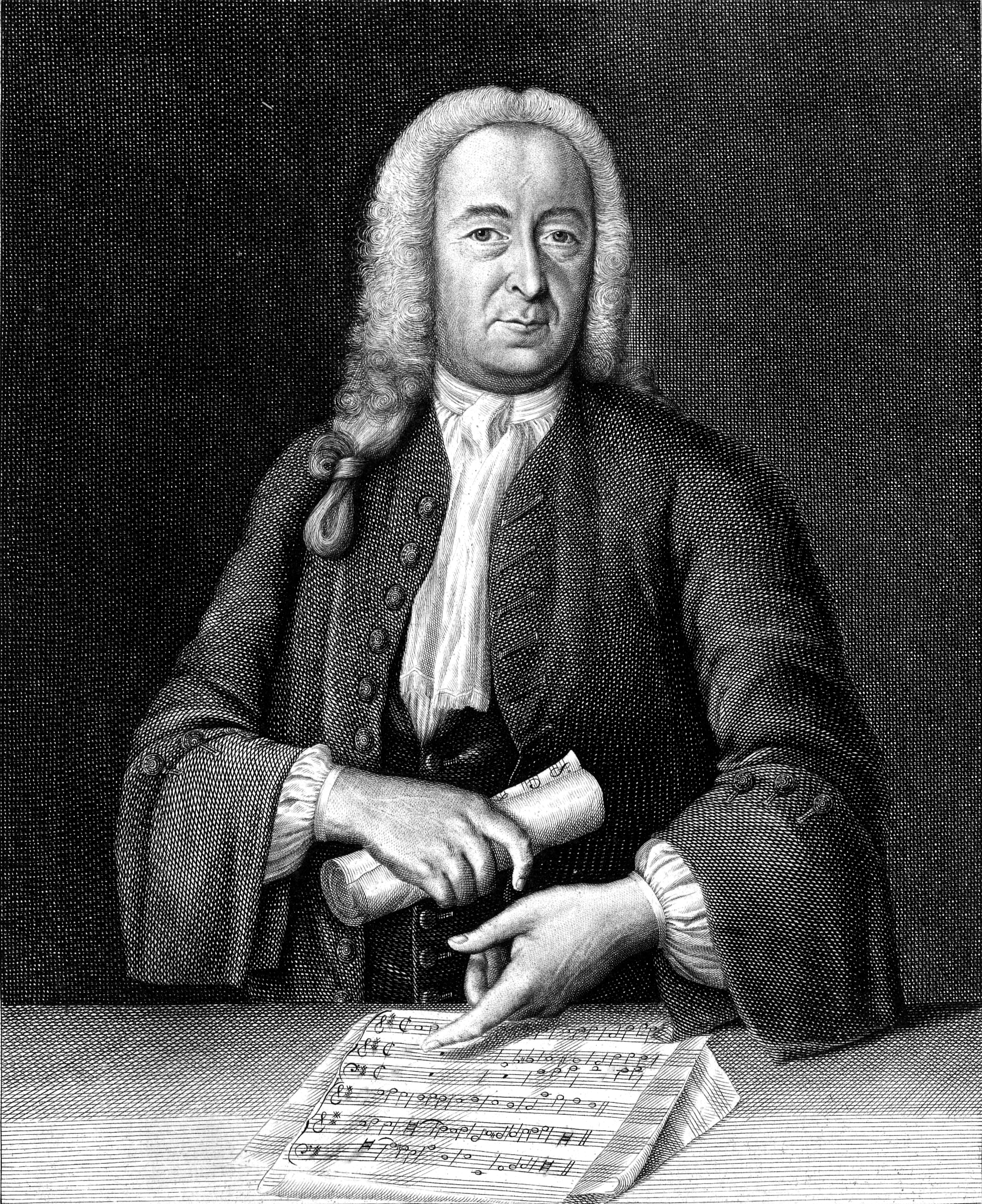
Jacob Nozeman, Gravur von C.F. Fritzsch, 1745

Jacob Nozeman (auch Jakobus Noseman * 30. August 1693 in Hamburg; † 10. Oktober 1745 in Amsterdam) war ein niederländischer Komponist, Violinist und Organist.

## Leben
Jacob Nozeman war der Sohn des Reiseschauspielers Johannes Nozeman, der während einer Gastvorstellung in Hamburg geboren wurde. Nozeman wuchs in Den Haag und Leiden auf, Orte, an denen der Vater zumeist wirkte. Ein Bruder, Gillis Nozeman, war Tanzmeister in Leiden. Jacob Nozeman ließ sich 1710, kurz nach dem Tod des Vaters, in Amsterdam nieder. Von 1714 bis 1716 war er Geiger an der Stadsschouwburg Amsterdam, 1719 erhielt er die Organistenstelle an der Remonstranten-Kirche in der Keizersgracht, diesen Posten behielt er bis zu seinem Tod. Kurze Zeit danach fertigte Christian Friedrich Fritzsch einen Kupferstich Nozemans an.
Einer seiner Söhne war Cornelius Nozeman (1721–1785), der ein bekannter Prediger, Naturforscher und Ornithologe wurde.

## Werk
Seine Violinsonaten sind im typischen Stil der ersten Hälfte des 18. Jahrhunderts gehalten und bestehen aus einer Mischung von Kirchen- und Kammersonaten. Die Sammlung op. 1 ist im italienischen Stil und alle Sonaten sind in Moll-Tonarten gehalten. Die Sonaten op. 2 sind typisch für den Übergang vom Barock zu Vorklassik und stehen alle in Dur-Tonarten. Noch 1782 setzte Michel Corrette Fragmente aus Nozemans op. 2 in seinem  L'art de se perfectionner dans le violon ein. Nozemans op. 4 von 1742, La bella tedesca (24 Pastorelles, Muzettes en Paisennes per il Cembalo) ist verschollen, ebenso die fünf Sonaten für Cello und B.c. op. 5. Des Weiteren vertonte Nozeman mehr als 30 Lieder verschiedener Autoren.

## Diskografie (Auswahl)
- Einspielung der Violinsonaten Op. 1 (2011) und Op. 2 (2014) durch das Ensemble Furor Musicus mit Antoinette Lohmann, Barockvioline. (Label: United Classics)